# May Wynn
Donna Lee Custer (de soltera Hickey, 8 de enero de 1928 – 22 de marzo de 2021), más conocida como May Wynn, fue una bailarina, cantante, y actriz estadounidense.

## Primeros años
Wynn nació en la ciudad de Nueva York. Creció en Forest Hills, Queens, y descendía de una familia de artistas: su abuelo, Bertie Black, trabajaba como músico en el vodevil, y su padre, Ray Hickey, era cantante y bailarín en el vodevil. Era de ascendencia irlandesa. Sus primeros trabajos incluyeron el modelaje, trabajar en unos grandes almacenes y ser mensajera en La Guardia Field. Fuera del trabajo, ganó varios concursos de talentos.

## Carrera
Wynn comenzó a actuar con su nombre de nacimiento en el club nocturno Copacabana de Nueva York a los 17 años. Hizo una prueba para un papel secundario clave en From Here to Eternity (1953), pero Donna Reed interpretó el papel. En 1954, adoptó el nombre artístico de May Wynn después de interpretar a un personaje con ese nombre en The Caine Mutiny (1954). Más tarde, Wynn fue elegida para protagonizar las películas The Man Is Armed y The White Squaw (ambas de 1956), así como la serie de televisión de Jack Webb para la NBC Noah's Ark, en la que actuó junto a Paul Burke y Victor Rodman. Apareció como estrella invitada en Perry Mason en el papel de Donna Sherwood en "The Case of the Glittering Goldfish" (1959).[cita requerida] En 1958, protagonizó junto a su entonces marido Jack Kelly la película The Hong Kong Affair.
Wynn trabajó en el sector inmobiliario tras dejar la interpretación y, en 1989, comenzó a trabajar como asistente a tiempo parcial en la Our Lady Queen of Angels Catholic School de Newport Beach, California. En enero de 2018, Wynn, entonces conocida como Donna Custer, fue homenajeada por la escuela en su 90.º cumpleaños. Un perfil del Los Angeles Times afirmaba que "ahora utiliza su experiencia para ayudar a los alumnos de Our Lady Queen of Angels a ganar confianza durante sus clases extraescolares de oratoria."

## Vida personal
Wynn se casó con el actor Jack Kelly en octubre de 1956. La pareja se divorció en 1964. Estuvo casada con Jack W. Custer desde 1968 hasta 1979, cuando se divorciaron.
Wynn falleció en Newport Beach, California, en marzo de 2021 a la edad de 93 años.

## Filmografía seleccionada
- The Caine Mutiny (1954)
- They Rode West (1954)
- The Violent Men (1955)
- The White Squaw (1956)
- Hong Kong Affair (1958)